# Scipio
Scipio (pl.: Scipiones) var en romersk familie, der tilhørte en gren af slægten Gens Cornelia. Således repræsenterede Scipio familiens cognomen, mens Cornelius angav normen (gens Cornelia).
Deres familiegravsted var et landemærke i antikkens Rom, og blev anlagt efter åbningen af Via Appia i 312 f.Kr; sandsynligvis ved begravelsen af slægtens overhoved, Lucius Cornelius Scipio Barbatus, consul i 298 f.Kr, død omkring 280 f.Kr. Hans sarkofag er den ældste på gravstedet, og den eneste, der blev fundet intakt. I 1782 beordrede pave Pius 6. den hentet til Vatikanmuseet. 
Familien nævnes første gang af Livius i forbindelse med en gallisk invasion af provinsen Italia i 395 f.Kr., da Publius Cornelius Scipio var consul i det pågældende år.

## Kendte Scipiones
Farvekode: konsul

- L. Cornelius Scipio Barbatus (298 f.Kr.)
  - L. Cornelius Scipio (259 f.Kr.)
    - P. Cornelius Scipio (218 f.Kr.)
      - P. Cornelius Scipio Africanus (205 og 194 f.Kr.)
        - (Adoption) P. Cornelius Scipio Aemilianus (147 og 134 f.Kr.)

Publius Cornelius Scipio Nasica Serapio